# توحید (هلیلان)
توحید، شهری در بخش مرکزی شهرستان هلیلان در استان ایلام ایران است. این شهر، مرکز شهرستان هلیلان است.
شهر توحید در ۵۱ کیلومتری شرق شمالی ایلام و ۳۷ کیلومتری شرق سرابله، سر راه پل‌دختر به اسلام‌آباد غرب قرار دارد.

## زبان
بر پایه ایران اطلس عمده مردم به زبان لکی سخن می گویند.

## جمعیت
بر پایه سرشماری عمومی نفوس و مسکن در سال ۱۳۹۵، جمعیت شهر توحید برابر با ۳٬۷۲۸ نفر (۱٬۰۵۹ خانوار) بوده‌است.